# Томас Грајс
Томас Грајс (  — Фисен, 29. јануар 1986) професионални је немачки хокејаш на леду који игра на позицији голмана.
Члан је сениорске репрезентације Немачке за коју је на међународној сцени дебитовао на олимпијском турниру 2006. године. Био је члан олимпијске репрезентације немачке и на олимпијском турниру на ЗОИ 2010. у Ванкуверу.
Грајс је учествовао на улазном драфту НХЛ лиге 2004. где га је као 94. пика у трећој рунди одабрала екипа Сан Хозе шаркса. Током каријере у НХЛ лиги играо је за екипе Сан Хозе шаркса, Финикс којотса, Питсбург пенгвинса и Њујорк ајландерса.